# Юзеф Вінсент Пілсудський
Юзеф Петро Вінсент Пілсудський (пол. Józef Wincenty Piotr Piłsudski; 22 лютого 1833 — 15 квітня 1902) — землевласник, діяч Польського повстання, батько Юзефа Пілсудськего.

## Історія
Юзеф Вінцентій Петро Пілсудський з герба Костеша,народився 22 лютого 1833 року в Рапшані Вилкоміжського повіту в сім'ї Петра Павла Пілсудського та Теодори Уршули Отилії, уродженої Бутлер.
Шляхтич. Походив із давнього литовського роду Гінетовичів, відомих з 1413 року — після Грюнвальдської битви вони отримали у Городлі герб Заремба.
Навчався в Агрономічному інституті в Могилівській губернії. Під час повстання 1863 року був комісаром Національного уряду (пол. Rząd Narodowy) у Ковенському повіті .
22 квітня 1863 року одружився з Марією Білевич із відомого великолитовського дворянського роду герба Могила і отримав у посаг, крім грошей, маєтку Адамово і Зулов ( пол. Zułów , літ. Zalavas ) Свенцянського повіту Віленської губернії — під Вильнюсом, а також 12000 га землі біля губернії .
Проте згодом втратив усі свій стан та маєтки. Сім'я Пілсудських оселилася у Вильнюсі.
У шлюбі з Марією народилося 12 дітей.